# Sergentomyia rosannae
Sergentomyia rosannae är en tvåvingeart som först beskrevs av Heisch, Guggisberg och Teesdale 1956.  Sergentomyia rosannae ingår i släktet Sergentomyia och familjen fjärilsmyggor.
Artens utbredningsområde är Kenya. Inga underarter finns listade i Catalogue of Life.